# Matteo Tosatto
Matteo Tosatto (Castelfranco Veneto, 14 mei 1974) is een voormalig Italiaans wielrenner.

## Carrière
Matteo Tosatto werd beroepsrenner in 1997 bij MG–Technogym. Tot zijn 42ste levensjaar was hij professioneel actief. Bij Fassa Bortolo, waar hij reed van 2000 tot 2005, groeide de snelle Tosatto uit als een van de belangrijkste schakels van de trein van Alessandro Petacchi. Toen de ploeg in 2006 stopte, ging hij naar het Belgische Quick·Step-Innergetic om de rol als spurtaantrekker te voldoen voor Tom Boonen. Hij redde de eer van de ploeg om alsnog in de achttiende etappe in de Ronde van Frankrijk van 2006 te zegevieren.
Na vier jaar voor Quick·Step te hebben gereden vertrok hij in 2011 naar Team Saxo Bank.. Eind 2016 beëindigde Tosatto zijn buitengewoon lange loopbaan als renner van het Russische Tinkoff. Hij reed voor dat team als knecht van Alberto Contador en Peter Sagan.

## Belangrijkste overwinningen
1996
9e etappe Baby Giro
1998
Giro del Medio Brenta
2000
5e etappe Parijs-Nice
2001
12e etappe Ronde van Italië
2002
Coppa Placci
2004
Ronde van Toscane
GP Kanton Aargau
2006
18e etappe Ronde van Frankrijk
2007
1e etappe Ronde van Qatar (ploegentijdrit)
2008
1e etappe Ronde van Qatar (ploegentijdrit)

## Resultaten in voornaamste wedstrijden
| Jaar | Ronde van Italië | Ronde van Frankrijk | Ronde van Spanje |
| ---- | ---------------- | ------------------- | ---------------- |
| 1997 |                  | 132e                |                  |
| 1998 |                  |                     |                  |
| 1999 | 43e              |                     |                  |
| 2000 | opgave           |                     |                  |
| 2001 | 50e (1)          | 60e                 |                  |
| 2002 | 63e              |                     |                  |
| 2003 | buiten tijd      |                     | 134e             |
| 2004 | 107e             | 110e                |                  |
| 2005 | 122e             |                     | opgave           |
| 2006 |                  | 124e (1)            | opgave           |
| 2007 | 94e              | 108e                |                  |
| 2008 |                  | 96e                 | opgave           |
| 2009 |                  | 114e                | opgave           |
| 2010 | 56e              |                     | 67e              |
| 2011 | 135e             | 123e                |                  |
| 2012 | 104e             |                     | 135e             |
| 2013 |                  | 92e                 | 115e             |
| 2014 |                  | 119e                | 120e             |
| 2015 | 112e             | 132e                |                  |
| 2016 | 106e             | 145e                |                  |

| Jaar | Milaan-San Remo | Gent-Wevelgem | Ronde van Vlaanderen | Parijs-Roubaix | Amstel Gold Race | Luik-Bast.‑Luik | Ronde van Lombardije | Eschborn-Frankfurt | Parijs-Tours |  | WK op de weg |  | Wereldranglijsten |
| ---- | --------------- | ------------- | -------------------- | -------------- | ---------------- | --------------- | -------------------- | ------------------ | ------------ |  | ------------ |  | ----------------- |
| 1997 |                 | 140e          |                      | 72e            |                  |                 |                      |                    |              |  |              |  |                   |
| 1998 |                 |               |                      | opgave         | 71e              | 58e             |                      |                    |              |  |              |  |                   |
| 1999 | 34e             |               |                      | 47e            |                  |                 |                      |                    |              |  |              |  |                   |
| 2000 | 95e             |               | 41e                  | opgave         | 56e              |                 |                      | Zilver             |              |  |              |  |                   |
| 2001 | 109e            |               | 30e                  | opgave         | opgave           |                 |                      |                    |              |  |              |  |                   |
| 2002 |                 |               |                      |                | 68e              |                 | 41e                  |                    | 72e          |  | 84e          |  |                   |
| 2003 | 109e            |               | 55e                  |                |                  |                 |                      |                    | opgave       |  |              |  |                   |
| 2004 | 91e             |               |                      | opgave         |                  |                 |                      |                    |              |  |              |  |                   |
| 2005 | 62e             |               |                      |                |                  |                 |                      |                    | 62e          |  | 66e          |  | 161e (UPT)        |
| 2006 | 104e            | 30e           |                      | opgave         |                  |                 | 36e                  |                    |              |  | opgave       |  | 122e (UPT)        |
| 2007 | 78e             | 58e           |                      | opgave         | opgave           | opgave          | 101e                 |                    |              |  | opgave       |  |                   |
| 2008 | 61e             | 77e           | 60e                  | 51e            |                  |                 | 15e                  |                    | 38e          |  | 30e          |  |                   |
| 2009 | 43e             | 77e           | 40e                  | opgave         |                  |                 | 59e                  |                    | 154e         |  |              |  |                   |
| 2010 | 68e             |               | 63e                  | opgave         |                  |                 | opgave               |                    | 87e          |  | opgave       |  |                   |
| 2011 | 21e             | 38e           | 30e                  | 31e            |                  |                 | opgave               |                    |              |  | 104e         |  |                   |
| 2012 | 72e             | 30e           | 47e                  | 7e             |                  |                 | 46e                  |                    |              |  |              |  | 109e (UWT)        |
| 2013 | 99e             | opgave        |                      |                |                  |                 |                      | 42e                |              |  |              |  |                   |
| 2014 |                 |               |                      |                |                  |                 | opgave               |                    |              |  |              |  |                   |
| 2015 | 148e            | opgave        | 101e                 | 93e            |                  |                 |                      |                    |              |  |              |  |                   |
| 2016 | 100e            |               |                      |                |                  |                 | opgave               |                    |              |  |              |  |                   |

## Ploegen
- 1997 –  MG Maglificio-Technogym
- 1998 –  Ballan
- 1999 –  Ballan-Alessio
- 2000 –  Fassa Bortolo
- 2001 –  Fassa Bortolo
- 2002 –  Fassa Bortolo
- 2003 –  Fassa Bortolo
- 2004 –  Fassa Bortolo
- 2005 –  Fassa Bortolo
- 2006 –  Quick Step-Innergetic
- 2007 –  Quick Step-Innergetic
- 2008 –  Quick Step
- 2009 –  Quick Step
- 2010 –  Quick Step
- 2011 –  Saxo Bank Sungard
- 2012 –  Team Saxo Bank-Tinkoff Bank [a]
- 2013 –  Team Saxo-Tinkoff
- 2014 –  Tinkoff-Saxo
- 2015 –  Tinkoff-Saxo
- 2016 –  Tinkoff

Wielerploegen van Matteo Tosatto
Baldato · Bartoli · Bertolini · Bettini · Casagranda · Charrière · Coppolillo · Finco · Fontanelli · Lecchi · Loda · Nicoletti · Pistore · Santaromita · Scinto · Simoni · Tosatto
Baffi · Baldo · Canzonieri · Cattai · Colombo · Finco · Hontsjenkov · Leoni · Loda · Oegroemov · A. Ongarato · R. Ongarato · Tosatto · Tronca · Grisjkin (stagiair) · Smirnov (stagiair) 
Baldato · Baldo · Ferrigato · Finco · Grisjkin · Hontsjenkov · Hvastija · Loda · Oegroemov · Ongarato · Simoni · Smirnov · Tosatto
Baldato · Balducci · Belli · Ferrigato · Fincato · Frigo · Giordani · Hoestov · Konysjev · Loda · Mazzanti · Peron · Petacchi · Petito · Rumšas · Tiralongo · Tosatto · Valjavec
Baldato · Basso · Belli · Casagrande · Fincato · Frigo · Giordani · Hoestov · Ivanov · Kirchen · Konysjev · Loda · Mazzanti · Peron · Petacchi · Petito · Pozzi · Rumšas · Tiralongo · Tosatto · Valjavec · Albasini (stagiair) · Moletta (stagiair) · Pietropolli (stagiair)
Baldato · Bartoli · Basso · Belli · Filippo Casagrande · Francesco Casagrande · Hoestov · Hontsjar · Ivanov · Kirchen · Konysjev · Loda · Montgomery · Nocentini · Petacchi · Petito · Pozzi · Štangelj · Tiralongo · Tosatto · Valjavec · Velo · Zanette · Zanotti · Facci (stagiair) 
Bartoli · Basso · Bruseghin · Cancellara · Chicchi · Cioni · de los Ángeles · Facci · Frigo · González · Hoestov · Ivanov · Kirchen · Larsson · Loda · Montgomery · Petacchi · Petito · Pozzato · Štangelj · Tosatto · Trenti · Valjavec · Velo · Zanette (tot 10/01) · Zanotti · Sánchez (stagiair)
Bruseghin · Cancellara · Chicchi · Cioni · Codol · Danielson · De Angeli · de los Ángeles · Facci · Flecha · Frigo · González · Hoestov · Kirchen · Larsson · Ongarato · Petacchi · Petito · Pozzato · Sacchi · Sánchez · Tosatto · Trenti · Vandenbroucke (tot 15/09) · Velo
Aug · Baldato · Bernucci · Bossoni · Bruseghin · Cancellara · Chicchi · Codol · Corioni · Facci · Flecha · Frigo · Giunti · Hauptman · Hoestov · Kirchen · Larsson · Nibali · Ongarato · Petacchi · Petito · Sacchi · Sánchez · Siwtsow · Tosatto · Velo
Baguet · Bettini   · Boonen  · Bramati · Chicchi · Cretskens · De Weert · Engels · Gárate · Garrido · Hulsmans · de Jongh · Knaven · Nuyens · Pozzato · Rosseler · Rujano · Santaromita · Scarselli · Schwab · Tankink · Tosatto · Trenti · Van De Walle · Van Impe · Vasseur · Verheyen · Viganò · Weylandt · Wielinga · Grabovski (stagiair) · Proni (stagiair) · Vantomme (stagiair)
Baguet · Barredo · Bettini   · Boonen · Cretskens · Engels · Facci · Gárate · Grabovski · Hulsmans · de Jongh · Proni · Rosseler · Santaromita · Scarselli · Schwab · Seeldraeyers · Steegmans · Tankink · Tonti · Tosatto · Van De Walle · Van Impe · Van Petegem · Vasseur · Verheyen · Viganò · Visconti · Weylandt · Wynants · Moerman (stagiair) · Neirynck (stagiair) · Vermeersch (stagiair)
Barredo · Bettini   · Boonen · Carrara · Cretskens · Davis · Devolder · Jefimkin · Engels · Facci · Gárate · Grabovski · Hulsmans · de Jongh · Kvist · Proni · Rosseler · Scarselli · Schwab · Seeldraeyers · Steegmans · Tonti · Tosatto · Van De Walle · Van Impe · Viganò · Visconti · Weylandt · Wynants · Joseph (stagiair) · Malacarne (stagiair)
Barredo · Boonen · Cataldo · Chavanel · Cornu · Davis · de Jongh · De Weert · Devenyns · Devolder · Engels · Facci · Hovelijnck · Hulsmans · Koenitski · Kvist · Malacarne · Pineau · Reda · Rosseler · Samojlaw · Schwab · Seeldraeyers · Tosatto · Van De Walle · Van Impe · Velo · Weylandt · Wynants · Robert (stagiair)
Barredo · Boonen · Cataldo · Chavanel · De Weert · Devenyns · Devolder · Engels · Facci · Hovelijnck · Hulsmans · Keisse · Koenitski · Kvist · Maes · Malacarne · Pineau · Reda · Samojlaw · Seeldraeyers · Stauff · Tosatto · Van De Walle · Van Impe · Velo · Weylandt · Wynants · Robert (stagiair) · Van Keirsbulck (stagiair)
Bellis · 
Boaro ·
Christensen ·
Contador ·
Cooke ·
Didier ·
J. J. Haedo ·
L. S. Haedo ·
Hoestov ·
Hernández ·
Jørgensen ·
Klostergaard ·
Larsson ·
Majka ·
Marycz ·
Mørkøv ·
Navarro ·
Noval ·
Nuyens ·
Porte ·
Roberts ·
C. A. Sørensen ·
N. Sørensen · 
Steensen ·
Tanner ·
Tosatto ·
Vandborg ·
Margaliot (stagiair)
Boaro ·
Cantwell · 
Christensen ·
Contador ·
J. J. Haedo ·
L. S. Haedo ·
Hoestov ·
Hernández ·
Juul-Jensen ·
Jørgensen ·
Klostergaard ·
Kroon ·
Lund ·
Majka ·
Margaliot ·
Marycz ·
Miyazawa ·
Mørkøv ·
Navarro ·
Noval ·
Nuyens ·
Paulinho ·
Pires ·
Roberts ·
C. A. Sørensen ·
N. Sørensen · 
Steensen ·
Tanner ·
Tosatto ·
Vinther
Bennati ·
Boaro ·
Breschel ·
Cantwell · 
Christensen ·
Contador ·
Duggan ·
Hernández ·
Juul-Jensen ·
Jørgensen ·
Kreuziger ·
Kroon ·
Kump ·
Lund ·
Majka ·
McCarthy ·
Miyazawa ·
Mørkøv ·
Noval ·
Petrov ·
Paulinho ·
Pires ·
Roche ·
Rogers ·
C. A. Sørensen ·
N. Sørensen · 
Sutherland ·
Tosatto ·
Zaugg ·
Hansen (stagiair) ·
Poljański (stagiair)
Beltrán · Bennati · Boaro · Breschel · Contador · Hansen · Hernández · Juul-Jensen · Kolář · Kreuziger · Kroon · Kump · Majka · McCarthy · Mørkøv · Paulinho · Petrov · Pires · Poljański · Roche · Rogers · Rovny · C.A. Sørensen · N. Sørensen · Sutherland · Tosatto · Troesov · Valgren · Zaugg · Guldhammer (stagiair)
Basso · Beltrán · Bennati · Boaro · Bodnar · Breschel · Broett · Contador · Hansen · Hernández · Juul-Jensen · Kišerlovski · Kolář · Kreuziger · Majka · McCarthy · Mørkøv · Paulinho · Petrov · Pires · Poljański · Rogers · Rovny · J. Sagan · P. Sagan  · Sørensen · Tosatto · Troesov · Valgren · Zaugg · Gogl (stagiair) · Großschartner (stagiair) · Tolhoek (stagiair)
Baška · Bennati · Blythe · Boaro · Bodnar · Broett · Contador · Gatto · Gogl · Hansen · Hernández · Kišerlovski · Kolář · Kreuziger · Majka · McCarthy · Paulinho · Petrov · Poljański · Rogers · Rovny · J. Sagan · P. Sagan   · Tosatto · Trofimov · Troesov · Valgren · Ballerini (stagiair) · Fortunato (stagiair) · Montagnoli (stagiair)